# Liste des stations de radio au Portugal
Cet article présente la liste des radios au Portugal.

## Radios nationales

### Radios publiques

#### Radio-télévision du Portugal(RTP)
- Antena 1
- Antena 2
- Antena 3

### Radios privées
- Radio CMR
- SmoothFM
- Rádio Comercial
- M80 Radio
- Rádio Renascença
- RFM
- TSF
- Cidade FM
- Mega Hits
- Vodafone FM
- Sudoeste

## Radios régionales
Ces radios sont acessibles dans certaines zones du Portugal.                                                          
Oeste FM zone Norte do Pais                                    
Sun FM.  zone centro  do Pais                                   
Radio One Hit.  zone sul do pais

## Radios locales

### Aveiro
- Paivense FM - 99.5 MHz - Castelo de Paiva
- Rádio Regional de Arouca - 90 FM Arouca
- Rádio Regional Sanjoanense - São João da Madeira 93.5 FM
- IFM - São João da Madeira
- Azeméis FM -89.7FM- Oliveira de Azeméis
- Rádio Voz do Caima 97.1 FM - Oliveira de Azeméis
- Rádio Clube da Feira  104.7 FM- Santa Maria da Feira
- Rádio Águia Azul  98.9 FM- Santa Maria da Feira
- Aveiro FM - Aveiro
- Rádio Independente de Aveiro 105.6 FM  Aveiro
- Rádio RCP 92.6FM- Aveiro
- R.Top FM 95.9 FM - Aveiro
- Rádio Soberania 99.3 FM- Aveiro
- Rádio Botaréu 100 FM- Aveiro
- Rádio Província 100.8 FM - Aveiro
- Rádio Voz da Ria  90.2 FM- Aveiro
- Rádio Terra Nova 105 FM - Aveiro
- RCP FM 92.6 FM - Aveiro
- SFM 98.1 FM - Aveiro
- AVFM  90.4 FM- Ovar
- Rádio Voz de Esmoriz 93.1FM- Aveiro
- Vagos Fm 88.8 FM - Aveiro
- Sol Fm 98.6 FM- Aveiro
- Megahits 96.5 FM Aveiro
- CidadeFm 101FM Vale cambra
- Rádio Balada 93.9 FM Aveiro
- Rádio Sintonia 92 FM  Aveiro
- Rádio Sucesso 101.3 FM Aveiro
- Festival 91.3 FM Aveiro
- Rádio Regional 97.5 FM Aveiro
- Viriato FM 102.1 FM Aveiro
- Ouest FM 94.1FM Aveiro
- Desporto FM 96 FM Aveiro

### Beja
- Rádio Voz da Planície 104.5 Fm - Beja
- Rádio Pax Beja 101.4 FM - Beja
- Rádio Planície  92.8 FM- Moura
- Rádio Vidigueira  90 FM- Vidigueira
- Rádio Singa FM  104 FM- Ferreira do Alentejo
- Rádio Castrense 93 FM - Castro Verde
- Telefonia Local de Aljustrel
- Rádio Ourique 94.2 FM
- Rádio Mértola 95.2 FM
- Ouest Fm 95.4 FM  Beja
- Sol FM 94.5 FM Beja

### Braga
- Antena Minho - FM 106.0 MHz
- Fama Rádio - FM 105.0 MHz / FM 96.4 MHZ Famalicão
- Rádio Universitária do Minho (RUM) - FM 97.5 MHz
- Rádio Barcelos 91.9 FM  Barcelos
- Rádio Cávado 102.4 FM  Barcelos
- Rádio Voz do Neiva 98.7 FM Braga
- Rádio Fundação 95.8 FM  Guimaraes
- Rádio Voz de Basto 100.6FM e 107.3 FM  Braga
- Rádio Clube de Fafe 92.7 FM Fafe e Braga e Famalicao
- Esposende Rádio 93.2 FM  Barcelos
- Rádio Região de Basto  105.6 FM  Mondim de bastos
- Cidade Hoje 94 FM Famalicão
- Nove Três Cinco 93.5 FM Póvoa de Lanhoso
- Radio DJ 90 FM Destrito de Braga e Braga
- CidadeFm Minho 104.4 FM Amares
- Megahits Minho 92.9 FM Braga
- Rádio alto aves 91.6 FM Vieira do Minho
- Festival 95.5 FM Braga
- Rádio Regional 91.9 FM Braga
- Rádio Felgueiras 92.2 FM Braga
- Montalegre 92.7 FM Braga
- Ouest FM 90.2 FM Braga
- Sol FM 90.9 FM Braga

### Bragance
- Rádio Regional - Vimioso - 91.8 FM
- Rádio Onda Livre - Macedo de Cavaleiros - 87.7 FM , 106.0 FM
- Alfândega FM - Alfândega da Fé - 88.2 FM
- Rádio M80- Bragança - 89.2 FM
- Rádio Brigantia - Bragança - 97.3 FM , 97.7 FM
- Rádio M80- Mogadouro - 93.1  FM
- Rádio Bragança Bragança  -  105,2 FM,105,5 FM
- Rádio Torre de Moncorvo - Torre de Moncorvo - 95.9 FM
- Rádio Miradum Fm - Miranda do Douro - 100.1 FM
- Rádio Planalto - Mogadouro- 98.1 FM.
- M80 90.0 FM-Bragança
- Festival 94.1FM Bragança
- Ouest FM 91.1FM Bragança
- Sol FM 91.5 FM Bragança

### Castelo Branco
- Rádio Beira Interior, Castelo Branco, 92.0 FM (2000W)
- Rádio Cova da Beira, 92.5 FM, 107,0 FM
- Rádio Condestável, Cernache do Bonjardim, Sertã, 91.3 FM
- Rádio Monsanto
- Rádio Juventude, Castelo Branco, 101.8 FM (2000W)
- Rádio Urbana, Castelo Branco, 97.5 FM (2000W)
- Rádio Vila de Rei FM, Vila de Rei, 103.2 FM
- Rádio Jornal do Fundão, FUNDÃO - 100.00 FM
- Rádio Caria, Caria - 102.5 FM
- Ouest FM - Castelo Branco 95.2 FM
- Sol FM-Castelo Branco 96 FM

### Coïmbra
- Rádio Universidade de Coimbra - Coimbra - 107.9 FM
- Rádio Asas da Beira - Tábua - 98.8 FM
- Rádio Popular de Soure - Soure - 104.4 FM
- Rádio Regional do Centro - Condeixa - 96.2 FM
- Rádio Clube de Arganil - Arganil - 88.5 FM
- rádio de vila nova de poiares 100.5.
- CidadeFm 99.7 FM  Coimbra
- Megahits 90.0 FM Coimbra
- Sol FM 97.2 FM Coimbra
- Ouest FM 91.1FM Coimbra

### Évora
- Diana FM - 94.1 FM (2000 W) Évora
- Granada Fm - 100.1 FM (1000 W) Vendas Novas
- Rádio Telefonia do Alentejo (RTA) - 103.2 FM (2000 w) Évora
- Rádio Jovem (retransmite a TSF Rádio Jornal) - 105.4 FM (2000 W) Évora
- Rádio Estremoz - 94.5 FM Com Emissão On-Line (2000 W) Estremoz
- Rádio Borba - 93.8 FM (1000 W)
- Rádio Campanário - 90.6 FM (1000 W) - Vila Viçosa
- CidadeFm -97.2 FM Evora
- Ouest FM 97.5 FM  Evora
- SOL FM 97.7 FM  Evora

### Faro
- Algarve FM, Silves -  92.4 FM e 93.7 FM.
- Record FM  Algarve 91.8 FM
- Atlântico FM, Olhão - 99.2 FM
- Total FM, Loulé - 103.1 FM e 100.4 FM
- Rádio Gilão, Tavira - 94.8 FM e 98.4 FM
- Rádio Horizonte Algarve, Tavira, 96.9 FM (2000W) e 106.8 FM
- Rádio Lagoa, Lagoa, 99.4 FM e 100.0 FM
- Rádio Universitária do Algarve, Faro, 102.7 FM
- Rádio Clube do Sul, Faro - 101.6 FM
- Rádio Costa d'Oiro, Portimão - 106.5 FM.
- Megahits  97.1 FM Algarve
- Cidade FM 99.7 FM Algarve
- Ouest FM 102.4 FM  Algarve
- Sol FM 103.1 FM Algarve

### Guarda
- Rádio Altitude - Guarda
- Rádio F - Guarda
- Rádio Elmo - Pinhel
- Rádio Bandarra - Trancoso
- Antena Livre de Gouveia
- Radio Clube de Mêda - Mêda
- Sol FM 99.5 FM  Guarda
- Ouest FM 100.1 FM Guarda

### Mirandela
.Terra quente 105.2 FM e 105.5FM Mirandela
.Oeste FM 95.6 FM  Mirandela
.Ansiães FM 98.1 FM Mirandela
.Montalegre 91.1 FM  Mirandela
Festival 93.5 FM Mirandela
Rádio Regional 100.2 FM Mirandela
Sol FM 96.1 FM Mirandela
Lamego
.Rádio Montalegre 90.0 FM Lamego
. Viriato FM 102.5 FM Lamego
.Rádio Clubo de Lamego 97.1 FM Lamego
Rádio Regional de Arouca 97.7 FM Lamego
Rádio UniversidadeFM 96.1 FM Lamego
Sol Fm 96.4 Fm Lamego
Ouest FM 96.7 FM Lamego

Leiria
- Rádio Obeservador Leiria
- Rádio Clube de Leiria/RCP - Leiria
- Rádio Liz FM - Leiria
- RCM 96 - Marinha Grande
- Rádio Batalha - Batalha
- Rádio Dom Fuas - Porto de Mós
- Rádio Cister - Alcobaça
- Rádio Benedita FM
- Rádio Nazaré - Nazaré
- 102 FM - Peniche
- 94.8 FM - Bombarral
- Rádio Litoral Oeste - Óbidos
- 97 FM Pombal - Pombal
- Rádio Cardal FM - Pombal
- Vida Nova FM - Ansião
- Rádio Triângulo - Pedrógão Grande
- Rádio Clube de Alvaiázere
- Rádio XFM Portugal Pombal
- CidadeFm 99.7 Leiria
- Record FM 101.4 FM  Leiria
- Ouest FM 95.1FM Leiria
- Sol FM 95.5 FM  Leiria

### Lisbonne
- Rádio Voz de Alenquer - 93.5 - 100.6 FM
- Mix FM - 103.00 FM
- Radio One Hit  98.60 FM
- Street Fm- 96.2 FM
- Romântica FM - 107.2 FM
- Rádio Sudoeste 100.8 FM
- Tropical FM - 95.3 - Moita
- Radar FM - 97.8 FM
- Rádio Oxigénio - 102.6 FM
- Rádio CMR- 90.4 FM
- Rádio Marginal - 98.1 FM
- Kiss FM Lisboa - 93.7
- Rádio Nova Antena - 92.0 Fm - Loures
- Horizonte FM - 92.8 - Loures
- Rádio Concelho de Mafra - 105.6 FM
- Rádio Miramar - 95.0 - Oeiras
- CSB Rádio - 105.4 - Cascais
- Rádio Clube de Sintra - 91.2 FM
- Record FM 107.7 - Sintra
- Lezíria FM - 89.1 FM - Vila Franca de Xira
- Rádio Ultra FM - 88.2 Vila Franca de Xira
- Rádio Ribatejo - 92.2 FM - Azambuja
- Rádio Clube de Lourinhã - 99.0 FM Lourinhã
- Rádio Europa - 93.8 - Torres Vedras
- Rádioeste - 97.8 FM - Torres Vedras
- Rádio Oásis - 106.4 FM - Sobral de Monte Agraço
- Rádio Vida FM - 97.1 FM - Arruda dos Vinhos
- Rádio Orbital FM - 101.9FM - Sacavém
- Radio Cascais -  - Cascais - Estoril
- Cidade Fm 106.2 FM Lisboa
- Ouest FM 101.1 FM Lisboa
- Sol FM 101.5 FM Lisboa

### Portalegre
- Rádio Portalegre - 100.5 / 104.5 FM
- RDS Alentejo 88.9 FM (Ex-Rádio São Mamede)
- Rádio Elvas - 91.5 / 104.3 FM
- Rádio Campo Maior - 95.9 FM
- Rádio Tempos Livres - 96.0 FM / 105.6 FM - Ponte de Sor
- Sol FM 100.1 FM Portalegre
- Ouest FM 99.9 FM Portalegre

### Porto
- Rádio  Oeste FM 101.0 & 101.3 FM Porto
- Rádio Super Rock 91.0 FM Porto
- Rádio Noar 107.8 FM - Trofa
- Radio CMR 94.8 FM Porto
- Radio 5 89.0 FM - Póvoa de Varzim
- Radio 5 96.3 FM-Porto
- Sol FM 98.9 FM Porto
- Radio Bastida fm 94.3 FM Porto
- Radio Amigos Do Porto 104.6 FM - Porto
- Radio Gondomar Mix 96.1 FM - Porto
- Radio Golofm 89.2 FM - Amarante
- Radio Clube de Penafiel 91.8 FM - Penafiel
- Desporto FM 101.8 FM - Paços de Ferreira
- Radio Lousada 92.3 FM - Porto
- Radio Sudoeste 102.7 FM Porto
- Radio Obeservador 88.1 FM - São João da Madeira
- Radio Paivense 99.5 FM - Castelo de Paiva
- Radio BRB Matosinhos 92.7 FM - Matosinhos
- Radio Voz de Stº Tirso 107.4 FM - Santo Tirso
- Radio Informedia 106.3 FM
- Radio Maria FM 100.8 FM Porto
- Radio Regional de Arouca 90 FM - Arouca
- MFM 104.1 FM
- Marcoense 93.3 FM - Marco de Canaveses
- Radio Gaia 102.1 FM
- Radio Horizonte 103.6 FM - Paredes
- Radio Douro Sul 101.0 FM - Lamego
- Radio Felgueiras 92.2 FM - Felgueiras
- Record FM 95.5 Fm Porto
- Radio Obeservador 98.4 FM Porto
- M80 103.2 FM Porto
- CidadeFm 107.2 FM Porto
- Megahits 90.6 FM Porto
- Smooth FM 89.5 FM Porto
- M80 Valongo 105.8 FM Valongo
- Africa 104.3 FM Porto
- Rádio Festival 97.1 FM Porto
- Street Fm 97.4 FM Porto
- Rádio Metropolitana Porto 102.3 FM Porto
- Rádio Existo 105.6 FM Porto
- Rádio JM 98 FM Porto
- Rádio Regional 91.6 FM Porto
- Rádio Afurada 93 FM Porto
- Rádio Comercial 97.7 FM Porto
- Rádio Sucesso 105.2 FM  Porto
- Douro FM  93.5 FM Porto
- Rádio globalmix 92.8 FM Porto

### Santarém
- Rádio Antena Livre
- Rádio Tágide
- Rádio Voz do Entroncamento - 105.7 FM
- Rádio Cidade de Tomar, Tomar, 90.5 FM
- Rádio Cultura e Espectáculo, Golegã, 88.4 FM
- Iris FM - Samora Correia - 91.4 FM
- Hiper FM
- Radio Obeservador-92.6 FM e 99.5 FM.          Rio Maior
- Radio Marinhais 102.5 FM
- Rádio Voz do Sorraia, Coruche, 94.7 FM
- Rádio Cartaxo - 102.9 FM.
- CidadeFm 99.3 FM Santarem.
- Record fm 101.7FM e 105 .5 FM Santarem
- Sol FM 100.1 FM Santarem
- Ouest FM 100.5 FM Santarem

### Setúbal
- Rádio Azul 98.9 FM
- Rádio Jornal de Setúbal 88.6 FM
- Rádio Voz de Setúbal 100.6 FM
- Rádio Pal 102.2 (Palmela)
- Popular FM 90.9 FM
- Rádio Eco 104.8 FM
- Rádio Seixal 87.6 FM
- Rádio Baía 98.7 FM
- Rádio Mirasado 93.9 FM
- Rádio Clube de Grândola  91.3 FM
- Rádio Miróbriga - 102.7 FM
- Rádio Tropical 95.3 FM
- Rádio Sines - 95.9 FM.
- Cidade Fm 91.6 FM Setubal
- Sol FM 91.3 FM Setúbal
- Ouest FM 91.9 FM Setúbal

### Vila Real
- Rádio Regional - 100.2 FM Vila Real
- Sol FM 98.6 FM  FM Vila Real
- Rádio Obeservador - 88.2 FM vila real
- Rádio UniversidadeFM 96.1 FM Vila Real
- Rádio Voz do Marão 96.3 FM Vila Real
- Rádio Santa Marta 97.9 FM vila real
- Rádio Salsiana 93.5 FM Montalegre
- Radio Clube de Amarar 90.4 FM e 107.3 FM - vila Real
- Radio Montalegre 90.0 FM - Montalegre.
- Radio noite fm 105.2FM - Montalegre.
- Radio Cavado 97.7 FM Montalegre.
- M80 Montalegre 97.5 FM Montalegre .
- CidadeFm 102.6 FM Vila real
- Megahits 103.2 FM Vila real
- Record fm 104.1FM Vila real
- Radio Sudoeste 103.9 FM Vila real
- Golo fm 103.5 FM Vila real
- Oeste Fm 101.3 FM Vila real
- MFM 104.3 Vila real
- Radio Comercial 88.9 FM Vila real
- Rádio clube Aguiarense 95.5 FM Vila pouca de aguiar
- TSF 107.6 FM  Vila real
- antena 1 87.9 FM Sao Domingos
- Rádio Festival  87.7 FM  Vila real
- Era FM 92.7 FM Vila Real

### Viseu
- Cidade Fm, Viseu, 102.8 FM (2000W)
- Rádio Douro Sul 94.0Fm - Lamego.
- Sol Fm 98.8 Fm Viseu.
- Radio Obeservador 91.2 FM Viseu.
- Megahits 106.4 FM Viseu
- Antena 1 88.2 FM Viseu
- Rádio Sucesso 91.5 FM Viseu
- Rádio Montemuro 87.8 FM e 88.5 FM Cinfaes
- Rádio Lafoes 93 FM Sao Pedro do sul e Viseu
- Rádio escuro 98 FM Viseu
- Rádio limite 89 FM Viseu
- Estacao diaria 96.8 FM Viseu
- VFM 94.6 FM Viseu
- Regional 92.3 FM Viseu
- Festival 92.8 FM Viseu
- Rádio Regional de Arouca 97.7 FM Viseu
- Viriato FM 102.5 FM  Viseu
- Ouest fm 94.5FM Viseu

### Viana do Castelo
- Rádio Alto Minho - 97.0 - 101.7 FM - Viana do Castelo
- Rádio Geice - 90.8 FM - Viana do Castelo
- Rádio Popular Afifense - 87.6 FM - Afife, Viana do Castelo
- Rádio Jornal Caminhense - 106.2 FM - Caminha
- Rádio Cultural de Cerveira  - 93.6 FM - Vila Nova de Cerveira
- Rádio Valença - 91.7 FM - Valença
- Rádio Ecos da Raia - 98.2 FM - Monção
- Rádio Inês Negra - 88.5 FM - Melgaço
- Rádio Valdevez - 96.4 - 100.8 FM - Arcos de Valdevez
- Rádio Barca - 99.6 FM - Ponte da Barca
- Rádio Ondas do Lima - 95.0 FM - Ponte de Lima
- Journal FM 103.6 FM-Viana Viana do Castelo
- Rádio onda Viva 96.1 FM Póvoa de Varzim e Viana do Castelo
- Rádio Linear 104.6 FM Vila de conde e Viana do Castelo
- Festival 95.5 FM Viana do Castelo
- Rádio Regional 94.3 FM Viana do Castelo
- Sol FM 97.2 FM  Viana do Castelo
- Ouest FM 98 FM Viana do Castelo